# 日特尼戈里
49°43′52″N 30°27′59″E / 49.73111°N 30.46639°E

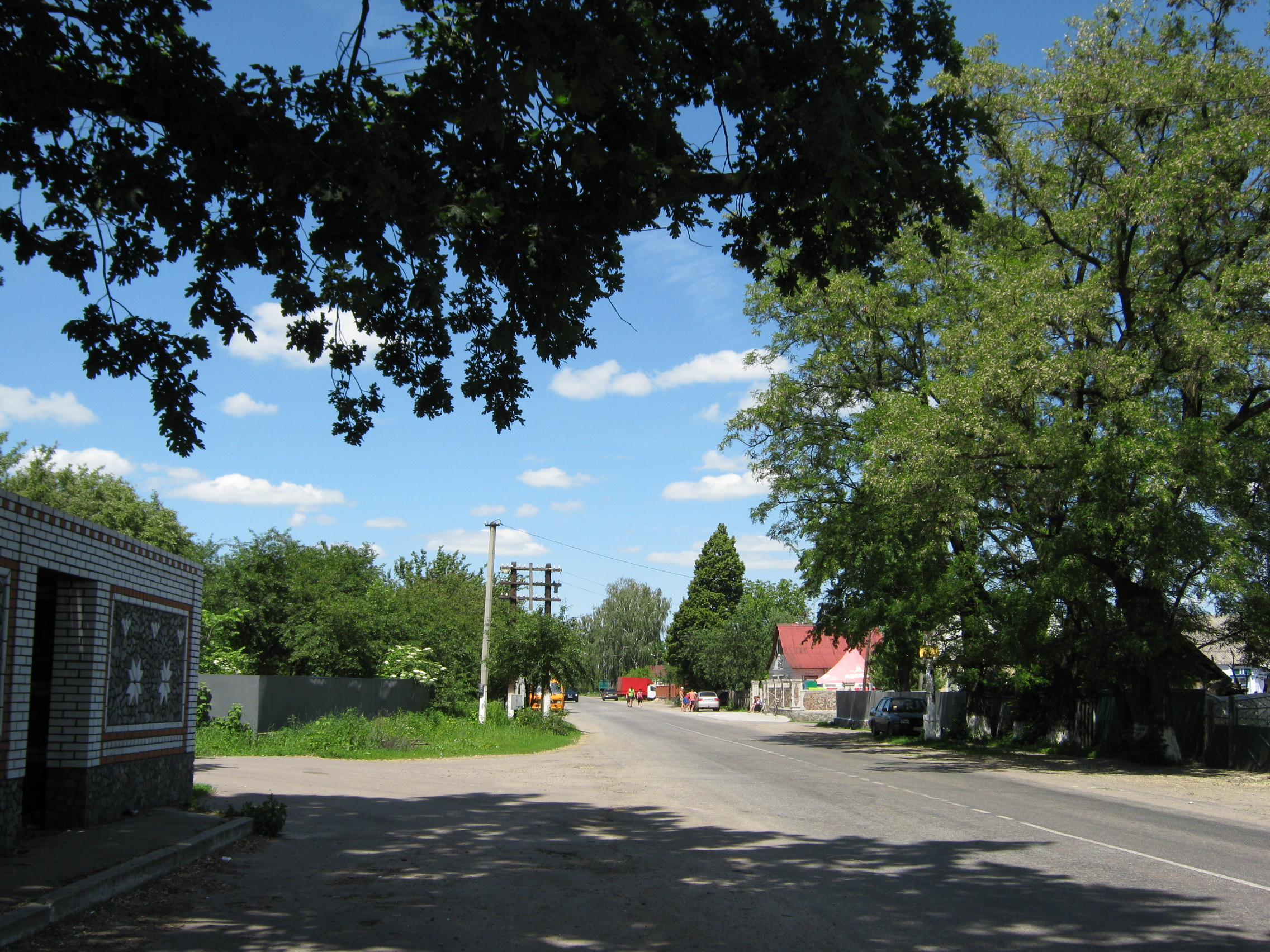

日特尼-霍里（烏克蘭語：Житні Гори）是位於烏克蘭北部的村莊，由基辅州白采爾克瓦區的羅基特內市鎮負責管轄。該村始建於1864年，面積30平方公里，海拔高度151米，2001年人口2,347，人口密度每平方公里78.2人。